# 名東孝二
名東 孝二（なとう たかつぐ、1919年6月26日 - 2002年1月8日）は、日本の経済学者。
福岡県出身。神戸商業大学（現・神戸大学）卒。彦根高等商業学校（現・滋賀大学経済学部）講師、広島大学経済学部講師、助教授、1961年教授。1982年定年退官、名誉教授、日本大学経済学部教授、1974年「資金流通分析の基礎理論」で日大経済学博士。1990年東京国際大学教授、九州保健福祉大学学長。産業総論、経営学、財政学、税制論、地下経済などを研究し、生活者経済学を提唱した。

## 著書
- 『人間価値実現のための経営』日本法令様式販売所 1971
- 『マネー・フローの一般理論』時潮社 1975
- 『世直しの源流 生活共同体への道』新国民出版社 1975
- 『英知産業論 生活優先産業社会への道』中央経済社 1978
- 『経営・経済の一般理論をトータルに理解しよう。』第4版.時潮社 1991
- 『金融恐慌が日本を襲う いつ、何が引き金で、どんな事態が起こるか?』主婦と生活社 21世紀ポケット 1987
- 『日本の税金革命 大型間接税は国を滅ぼす』ビジネス社 1987
- 『英知産業のすすめ 生産者主権から生活者主権へ』白桃書房 1998

### 共編著
- 『消費者行動の研究』編著 東洋経済新報社 1967
- 『市場開発ABC』田内幸一共編著 日本工業新聞社出版部 1968
- 『生活者の革新 日本におけるコンシューマリズム』編著 オリオン出版社 1970
- 『先取りする企業家たち 転換期を乗切る経営戦略』編 毎日新聞社 エコノミスト新書 1972
- 『生活者の行動科学 消費者行動の研究』編著 東洋経済新報社 1972
- 『税務処理便覧 勘定科目別』編 中央経済社 1972
- 『生活者の革新のために』編著 評論社 教養双書 1974
- 『生活者のための企業再生』編 時潮社 1974
- 『税金革命 生活実感からの提言』室本誠二共著 中央経済社 1974
- 『会社鑑定の方法 伸びる会社・危ない会社の見分け方』編著 産業能率短期大学出版部 1978
- 『現代セールス入門』大矢富八共著 日本実業出版社 1978
- 『税 生活者の税制を考える』室本誠二共著 日本評論社 1978
- 『企業文化論の提唱』編著 新評論 1979
- 『市民のための財政読本 「小さい政府」をめざして』小泉貞彦共著 ベストブック 1980
- 『生活優先社会の時代 産業本位制から生活本位制へ』編 教育出版センター 1980
- 『税金は安くできる!』室本誠二共著 全国加除法令出版 JED新書 1980
- 『熟年社会への対応 中高年問題への提言』編 実業之日本社 1981
- 『生活者経済学の提唱』編著 合同出版 1981
- 『地下経済の生態 増殖するアングラ・マネー』長谷川慶太郎共編 東洋経済新報社 1982
- 『日本的経営の源泉をたずねて』編著 白桃書房 1982
- 『地下経済は増殖する 日本のアングラ・マネーの功罪』編 ダイヤモンド社 ダイヤモンド現代選書 1983
- 『実録・地下経済入門』生方幸夫共著 ごま書房 ゴマセレクト 1984
- 『現代産業社会の組織革新』室本誠二共編著 同文館出版 1986
- 『産業社会を超えて 国際的視点からの検証』編著 同文館出版 1986
- 『地下経済ネットワーク』編 東洋経済新報社 1986
- 『共産圏の地下経済』編著 同文館出版 1987
- 『世界の地下経済』編著 同文館出版 1987
- 『カネの企み リッチマンになる法ABC』編著 中央経済社 1989
- 『図でわかる人材育成 人間価値実現に向けて』東原芳信共編著 中央経済社 1990
- 『ホスピタリティとフィランソロピー 産業社会の新しい潮流』横沢利昌、山田共編著 税務経理協会 1994
- 『経理・財務キャリア用語辞典』金井澄雄共編 税務経理協会 1995
- 『営業・マーケティングキャリア用語辞典』金井澄雄,西村林共編 税務経理協会 1997

### 翻訳
- ジョージ・リーランド・バッハ, メルビン・アンシェン編『20年後の会社と経営』日本生産性本部 1963
- J.バーナム『自由主義の終焉』垣見陽一共訳 ダイヤモンド社 1967
- G.ゴイダー『私企業の将来』垣見陽一共訳 ダイヤモンド社 経営名著シリーズ 1970
- シッコ・マンスホルト『地球を守る経済学』訳編 読売新聞社 1974
- ジョージ・ゴイダー『企業と労働者の責任』垣見陽一共訳 ダイヤモンド社 1976
- A.T.マクリーン編著『ECにおける企業と会計』監訳 日本生産性本部 1977
- ラルフ・W.エステス『企業の社会会計』監訳 中央経済社 1979
- ジョン・C.オブライエン『マルクス主義を超えて』講談社学術文庫 1985
- リチャード・H.ブラム『オフショア市場の犯罪』東洋経済新報社 1986